# Artefato
Artefato fue una editorial uruguaya que funcionó entre el año 2001 y 2007.

## Reseña
Sus orígenes se remontan al año 2001, aunque comenzó a publicar en el año 2004. Fue fundada por Martín Fernández Buffoni y Leandro Costa Plá, y a través de ella se editaron principalmente poetas uruguayos, tanto emergentes como ya establecidos. Entre ellos se encontraron Luis Bravo, Roberto Echavarren, Enrique Fierro, Tatiana Oroño, Teresa Amy, Jorge Arbeleche, Selva Casal y Aldo Mazzucchelli, entre otros.
Fuera de la poesía, la editorial publicó una variedad de géneros, como obras de narrativa, como "La brisa" de Roberto Appratto, piezas teatrales de Roberto Suárez, Mariana Percovich, Carlos Reherman y Gabriel Peveroni, recopilación de los textos de murgas ganadoras del Concurso oficial de Carnaval de Uruguay realizada por Marcel García y el guion de la película Whisky de Pablo Stoll y Juan Pablo Rebella.
Durante su funcionamiento, la editorial publicó alrededor de 200 obras. En el año 2007 cesó su actividad y Martín Fernández continuó su trabajo como editor, creando las editoriales Hum y Estuario.